# Matt Fraser
Matthew John „Matt“ Fraser (* 20. Mai 1990 in Red Deer, Alberta) ist ein kanadischer Eishockeyspieler, der seit Dezember 2020 beim EC KAC aus der ICE Hockey League unter Vertrag steht und dort auf der Position des Flügelstürmers spielt. Zuvor absolvierte Fraser unter anderem 87 Spiele für die Dallas Stars, Boston Bruins und Edmonton Oilers in der National Hockey League (NHL).

## Karriere

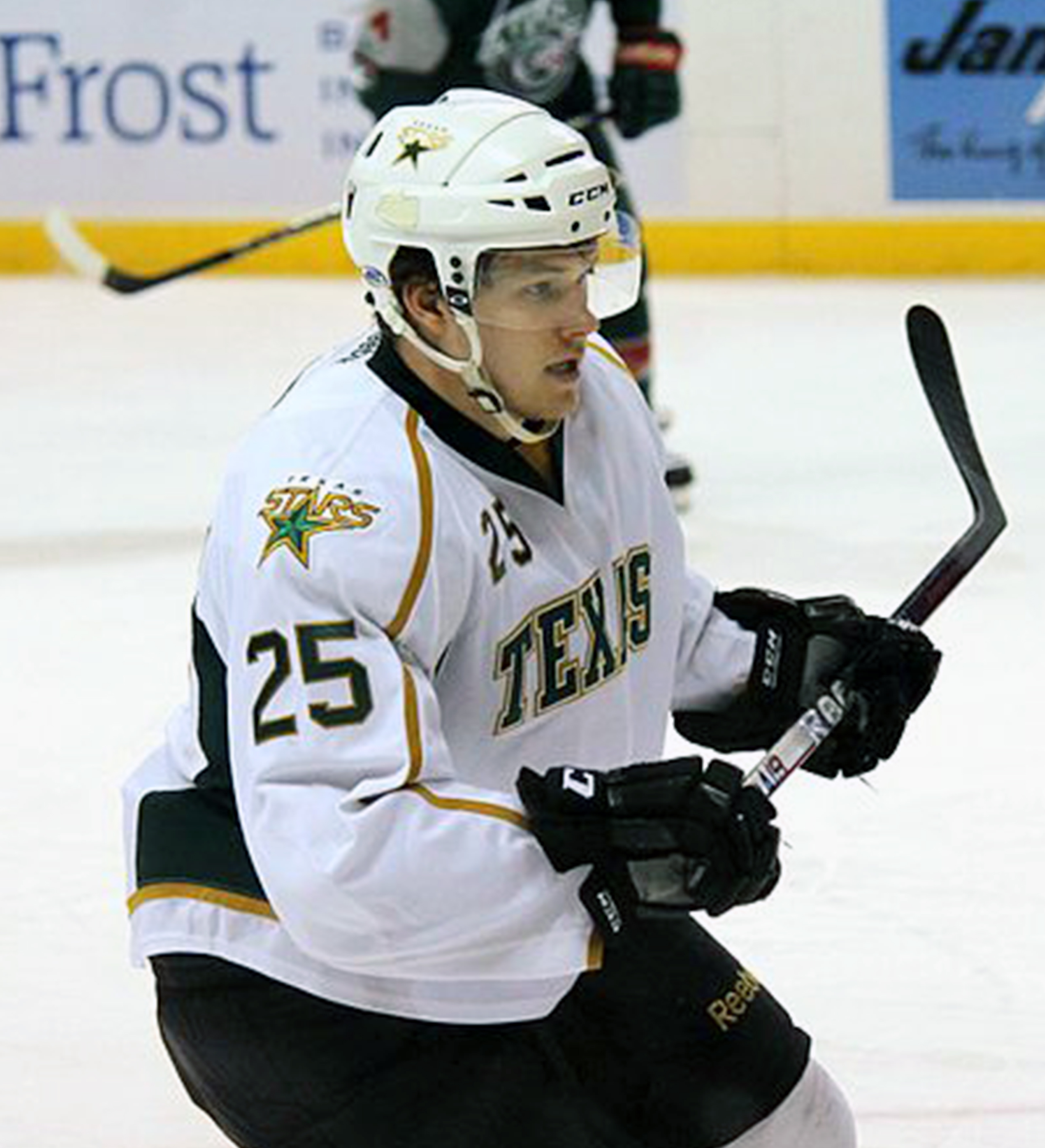
Fraser im Trikot der Texas Stars (2013)

Fraser spielte zunächst für einige unterklassige Juniorenteams in seiner Geburtsstadt Red Deer. Dort begann er in den Spielzeiten 2006/07 und 2007/08 auch für die Red Deer Rebels in der Western Hockey League zu spielen, ehe er kurz nach Beginn der Saison 2007/08 ligaintern zu den Kootenay Ice transferiert wurde. Bei den Ice spielte der Flügelstürmer bis zum Ende der Saison 2010/11 und gewann mit dem Team am Ende dieses Spieljahres den Ed Chynoweth Cup. Bereits im Vorjahr war Fraser mit der Doug Wickenheiser Memorial Trophy ausgezeichnet worden und hatte bei den Peoria Rivermen in der American Hockey League erste Erfahrungen im Profibereich gesammelt.
Da sich die Dallas Stars aus der National Hockey League bereits im November 2010 die Dienste des ungedrafteten Kanadiers für den Beginn der Saison 2011/12 gesichert hatten, wechselte er nach Beendigung seiner Juniorenkarriere in das Farmteam Texas Stars in die AHL. Dort verbrachte er die beiden folgenden Spieljahre, kam aber auch in 13 Partien für Dallas in der NHL zum Einsatz. Im Juli 2013, ein Jahr vor Auslauf seines Vertrages, war Fraser Bestandteil eines Transfergeschäfts seines Arbeitgebers mit den Boston Bruins, der insgesamt sieben Spieler umfasste. Gemeinsam mit Loui Eriksson, Reilly Smith und Joe Morrow verließ Fraser die Texaner, während Tyler Seguin, Rich Peverley und Ryan Button den umgekehrten Weg antraten. Bei den Bruins konnte sich Fraser zwar auch keinen dauerhaften Stammplatz im Verlauf der Saison 2013/14 erarbeiten, kam aber regelmäßiger in der NHL zum Einsatz. So wurde sein Vertrag auch im Sommer verlängert und dem Angreifer gelang es, sich fix in den NHL-Kader zu spielen, bevor er auf die Waiver-Liste gesetzt wurde. Von dort wählten ihn die Edmonton Oilers aus, so dass er kurz vor dem Jahreswechsel im Dezember 2015 erneut das Team wechselte. Bei den Oilers beendete er die Spielzeit.
Die Oilers verlängerten den auslaufenden Vertrag Frasers aber nicht, womit dieser als Free Agent zu den Winnipeg Jets wechselte. Dort verlor er seinen Stammplatz in der NHL, den er sich in der Vorsaison erarbeitet hatte, und kam ausschließlich in der AHL für die Manitoba Moose zum Einsatz. Ein erneuter Transfer im Februar 2016, bei dem er mit Andrew Ladd und Jay Harrison zu den Chicago Blackhawks wechselte, brachte ihn zu seinem vierten Franchise binnen 14 Monaten. Im Gegenzug wechselte Marko Daňo mit einem Erstrunden-Wahlrecht im NHL Entry Draft 2016 und einem konditionalen Drittrunden-Wahlrecht im NHL Entry Draft 2018, das allerdings nicht erfüllt wurde, nach Winnipeg. Fraser beendete die Spielzeit im Farmteam Rockford IceHogs.
Nachdem er es in den vorangegangenen fünf Spieljahren nicht geschafft hatte, sich dauerhaft in der NHL zu etablieren und er erneut als Free Agent galt, zog es ihn im September 2016 nach Europa, wo er einen Vertrag beim Rögle BK aus der Svenska Hockeyligan unterzeichnete. Dort fiel er aufgrund einer Entzündung im Knie bis ins Jahr 2017 hinein aus. Anschließend wechselte er zur Saison 2017/18 zum Dornbirner EC in die Erste Bank Eishockey Liga (EBEL), die er nach einer Spielzeit verließ und zu den Augsburger Panthern aus der Deutschen Eishockey Liga ging. Für diese absolvierte er in den folgenden zwei Jahren über 100 DEL-Spiele. Zu Beginn der Saison 2020/21 war er vereinslos, ehe er im Dezember 2020 vom EC KAC unter Vertrag genommen wurde und damit in die ICE Hockey League (ehemals EBEL) zurückkehrte.

## Erfolge und Auszeichnungen
| - 2010 Doug Wickenheiser Memorial Trophy - 2011 Ed-Chynoweth-Cup-Gewinn mit den Kootenay Ice - 2012 Teilnahme am AHL All-Star Classic | - 2013 Teilnahme am AHL All-Star Classic - 2013 AHL Second All-Star Team - 2021 Meister der ICE Hockey League und Österreichischer Meister mit dem EC KAC |

## Karrierestatistik
Stand: Ende der Saison 2024/25
(Legende zur Spielerstatistik: Sp oder GP = absolvierte Spiele; T oder G = erzielte Tore; V oder A = erzielte Assists; Pkt oder Pts = erzielte Scorerpunkte; SM oder PIM = erhaltene Strafminuten; +/− = Plus/Minus-Bilanz; PP = erzielte Überzahltore; SH = erzielte Unterzahltore; GW = erzielte Siegtore; 1 Play-downs/Relegation; Kursiv: Statistik nicht vollständig)